# Băiatul Veveriță
Băiatul Veveriță (engleză Squirrel Boy) este un serial american de desene animate creat de Everett Peck pentru Cartoon Network și produs de Cartoon Network Studios. Serialul urmărește aventurile veverițoiului Rodney și băiatului Andy. Premiera a a avut loc pe 27 mai 2006 și finalul a fost pe 27 septembrie 2007 cu un total de 26 de episoade. O serie de șase scurtmetraje au fost lansate de pe 11 ianuarie până pe 10 aprilie 2008.

## Despre serial
Personajele principale sunt Andy Johnson, un băiețel de 9 ani, și animalul de casă și prietenul lui, Rodney. Cei doi locuiesc într-o casă cu cei doi părinți a lui Andy: Lucille Johnson și Bob Johnson, de obicei poreclit Mr. J.

## Personaje

### Personaje Principale
- Andy Johnson este un puști de 9 ani isteț, dar cam surescitat care se bazează tot timpul pe animalul său de casă, Rodney.
- Rodney este cel mai bun prieten al lui Andy, cel mai înfocat suporter și, uneori, un adevărat ghimpe-n coastă care-i provoacă mari dureri de cap. Se află mereu la locul și la momentul potrivit pentru a-l ajuta pe Andy să iasă din bucluc, cu toate că cele mai multe necazuri sunt provocate chiar de drăgălașul prieten.

### Personaje Secundare
- Lusy Jonshon este mama lui Andy. Ea vorbește foarte mult (nu și în episodul "Andy had a Little Squirrel").
- Bob Johnson, de obicei poreclit Mr. J, este tatăl lui Andy. El îl urăște foarte mult pe Rodney.
- Kyle Finkster este persoana care îi enervează cel mai mult pe Andy și Rodney. Acompaniat de animalul său de casă, Mike Săratul, aceștia doi vor să le facă mereu șotii lui Andy și lui Rodney.
- Mike Săratul este animalul de casă a lui Kyle Finkster. El este un papagal verde. Nu ca și ceilalți papagali, Salty nu poate zbura și nu repetă ce spun alții.
- Leonopolis "Leon" este cel mai bun prieten a lui Rodney. El este o veveriță albastră care locuiește într-un copac din curtea casei familiei Johnson.
- Oscar este prietenul uman a lui Andy. Părinții lui sunt mereu îngrijorați ca nu cumva să pățească băiatul lor ceva și de aceea nu îl lasă să facă aproape nimic care este periculos.
- Lulu este sora mai mică a lui Oscar căreia îi place foarte mult să se joace cu Rodney, dar din nefericire pe Rodney îl deranjează.
- Darlene este iubita lui Rodney. Ea este o veveriță portocalie.
- Martha este vecină și bună prietenă cu Andy și Rodney. Ea poartă un aparat dentar. Ea crede mereu că ea este mai deșteaptă decât oricine.
- Esther Flatbottom este o bătrână țâfnoasă care locuiește în cartierul unde stă Andy și Rodney. Mereu este îngrijorată că Johnson-îi strică ceva din casa ei și de aceea este supărată pe ei. Mereu spune că „a știut” că ceva se va întâmpla.

## Episoade
| Premiera în Statele Unite ale Americii | N/o | Titlu român              | Titlu original                |
| -------------------------------------- | --- | ------------------------ | ----------------------------- |
|                                        |     |                          |                               |
| PRIMUL SEZON                           |     |                          |                               |
|                                        |     |                          |                               |
| 14.07.2006                             | 01  | O linie în sandwich      | A Line in the Sandwich        |
| 14.07.2006                             | 01  | Copac pentru doi         | Tree for Two                  |
|                                        |     |                          |                               |
| 21.07.2006                             | 02  | Arta negocierii          | The Big Haggle Hassle         |
| 21.07.2006                             | 02  | Derbiul orgolilor        | Rolling Blunder               |
|                                        |     |                          |                               |
| 28.07.2006                             | 03  | Dezonoare de cercetaș    | Scout’s Dishonor              |
| 28.07.2006                             | 03  | Andy are o veveriță riță | Andy Had a Little Squirrel    |
|                                        |     |                          |                               |
| 04.08.2006                             | 04  | '                        | Born to be Mild               |
| 04.08.2006                             | 04  | '                        | Yer Out!                      |
|                                        |     |                          |                               |
| 11.08.2006                             | 05  | '                        | Best of Best Friends          |
| 11.08.2006                             | 05  | '                        | The Hairy Truth               |
|                                        |     |                          |                               |
| 18.08.2006                             | 06  | Treji toată noaptea      | Up All Night                  |
| 18.08.2006                             | 06  | '                        | Pool for Love                 |
|                                        |     |                          |                               |
| 25.08.2006                             | 07  | Insule pe stradă         | Islands on the Street         |
| 25.08.2006                             | 07  | Fără grai                | Speechless                    |
|                                        |     |                          |                               |
| 08.09.2006                             | 08  | Ce e cântat e cântat     | What’s Sung is Sung           |
| 08.09.2006                             | 08  | '                        | Wall of the Wild              |
|                                        |     |                          |                               |
| 15.09.2006                             | 09  | '                        | The Greatest Schmo on Earth   |
| 15.09.2006                             | 09  | '                        | Outta Sight                   |
|                                        |     |                          |                               |
| 22.09.2006                             | 10  | '                        | Harried Treasure              |
| 22.09.2006                             | 10  | '                        | The Rod Squad                 |
|                                        |     |                          |                               |
| 03.11.2006                             | 11  | '                        | The Trojan Rabbit             |
| 03.11.2006                             | 11  | '                        | The Endangered Species Twist  |
|                                        |     |                          |                               |
| 10.11.2006                             | 12  | '                        | Birthday Boy                  |
| 10.11.2006                             | 12  | '                        | Freaky Fur Day                |
|                                        |     |                          |                               |
| 17.11.2006                             | 13  | '                        | Hole in the Story             |
| 17.11.2006                             | 13  | '                        | Screw-up in Aisle Six         |
|                                        |     |                          |                               |
| SEZONUL 2                              |     |                          |                               |
|                                        |     |                          |                               |
| 02.02.2007                             | 14  | '                        | Winner Fake All               |
| 02.02.2007                             | 14  | '                        | Rodney Darling                |
|                                        |     |                          |                               |
| 09.02.2007                             | 15  | '                        | Eddie or Not…                 |
| 09.02.2007                             | 15  | Întâlnire cu probleme    | Trouble Date                  |
|                                        |     |                          |                               |
| 16.02.2007                             | 16  | '                        | Flatbottom’s Up               |
| 16.02.2007                             | 16  | '                        | Family Crude                  |
|                                        |     |                          |                               |
| 23.02.2007                             | 17  | '                        | Frag the Dog                  |
| 23.02.2007                             | 17  | '                        | The Grim Cheaper              |
|                                        |     |                          |                               |
| 06.04.2007                             | 18  | '                        | Treehouse Broken              |
| 06.04.2007                             | 18  | '                        | My Brand New Salty Mike       |
|                                        |     |                          |                               |
| 13.04.2007                             | 19  | '                        | Stranger than Friction        |
| 13.04.2007                             | 19  | '                        | Don’t Cross Here              |
|                                        |     |                          |                               |
| 16.08.2007                             | 20  | '                        | More Flower to You            |
| 16.08.2007                             | 20  | '                        | News It or Lose It            |
|                                        |     |                          |                               |
| 23.08.2007                             | 21  | '                        | Get a Lifeboat                |
| 23.08.2007                             | 21  | '                        | Bully, for You                |
|                                        |     |                          |                               |
| 30.08.2007                             | 22  | '                        | Ice Cream Anti-Social         |
| 30.08.2007                             | 22  | '                        | Dog & Phony Show              |
|                                        |     |                          |                               |
| 24.09.2007                             | 23  | '                        | He Got Blame                  |
| 24.09.2007                             | 23  | '                        | I Only Have Eye for You       |
|                                        |     |                          |                               |
| 25.09.2007                             | 24  | '                        | Diss and Make Up              |
| 25.09.2007                             | 24  | '                        | Be Careful What You Fish For  |
|                                        |     |                          |                               |
| 26.09.2007                             | 25  | '                        | Don’t Pet on It               |
| 26.09.2007                             | 25  | '                        | Bunny and the Beak            |
|                                        |     |                          |                               |
| 27.09.2007                             | 26  | '                        | Gumfight at the S’Okay Corral |
| 27.09.2007                             | 26  | '                        | I Stan, Corrected             |
|                                        |     |                          |                               |
| SCURT-METRAJE                          |     |                          |                               |
|                                        |     |                          |                               |
| 11.01.2008                             | S1  | '                        | Sea Food Breakfast            |
|                                        |     |                          |                               |
| 19.02.2008                             | S2  |                          | Breaking the Bank             |
|                                        |     |                          |                               |
| 03.03.2008                             | S3  | '                        | In Arm’s Way                  |
|                                        |     |                          |                               |
| 17.03.2008                             | S4  |                          | Take Me to Your Feeder        |
|                                        |     |                          |                               |
| 31.03.2008                             | S5  | '                        | Hanging Tough                 |
|                                        |     |                          |                               |
| 10.04.2008                             | S6  | '                        | Bedside Matters               |
|                                        |     |                          |                               |